# 商学院

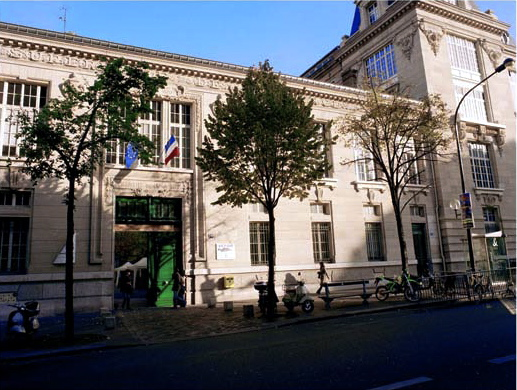
欧洲管理学院——现存最古老的商学院

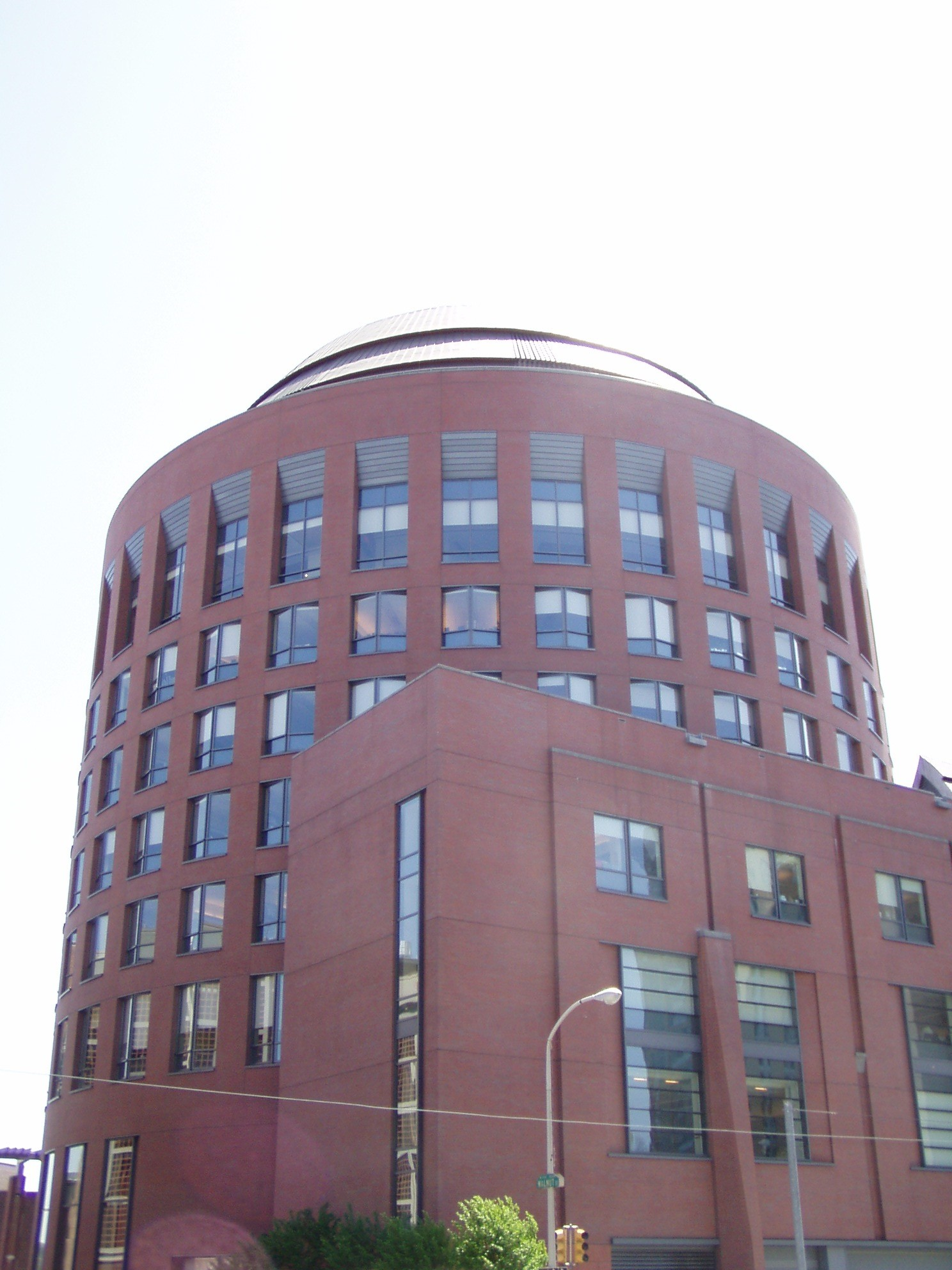
華頓商學院的Huntsman Hall

商学院（英語：Business school）是一种能授予工商管理学位的高等教育學校，現時也有些商学院使管理学院這一名稱。
商学院所屬学科一般有：会计學、工商管理、統計、商业分析学、國際貿易、战略管理、 经济学、財政、稅務、創業、财务、銀行、金融、信息系统、电子商务、市场营销、组织行为学、公共关系、企业管理、经营、策略、人力资源管理、管理科學、管理信息系统、國際商務、物流、市场营销、營運管理、工業與組織心理學、不動產、供应链管理等。

## 商学院的类型
商学院一般来说，包含了商学院、工商管理学院、管理学院或商務企劃学院等各類與商學或管理相關的学院，一般有以下四种形式：
1. 大多数的商学院隸属于大学内部的一个系、学院或部门，以教学商业学科为主。[1]
2. 在北美，商学院一般被理解为能授予工商管理硕士学位或同等学位的大学研究所。
3. 另外同样於北美，挂有商学院名称的学校可以提供各种不同类型的教学内容：两年制的商科类副学士学位（类似中国的大专）。大多数学校一般先成立文秘学校，然后扩展开设会计、财务以及其他类似课程。它们更多的被当作企业来经营，而不是高校。
4. 在欧洲与亚洲，有些商学院是专门教学商科的独立院校。

## 商学院程碑
商学院在历史发展中，有着其标志性的史事:
- 1819年，巴黎高等商学院（或巴黎商业学院，即现在的欧洲管理学院）成立。该校为现存最古老的商学院。[2][3][4][5]
- 1881年，宾夕法尼亚大学沃顿商学院成立，为美國首開時代先端的新式商学院。
- 1889年，曼彻斯特城市大学商学院成立，成为英国首个商学院。[6]
- 1898年，圣加伦大学成立，成为瑞士首个开设商业学科和经济学科的大学。
- 1898年，芝加哥大学布斯商学院成为首个开设哲學博士和EMBA课程的商学院，也是首个产生诺贝尔奖获得者的商学院：喬治·斯蒂格勒于1981年自芝加哥大学商学院退休后获得诺贝尔奖，还是首个产生六位诺贝尔奖得主的商学院。
- 1898年，加州大學柏克萊分校商学院成立（后来改名为哈斯商学院），成为首个公立大学商学院。
- 1900年，达特茅斯大学塔克商学院成立，作为首个工商管理硕士研究所，授予学位头衔为“商学硕士”（Master of Commercial Science）。
- 1907年，ESSEC经济与商业科学研究所成立。[7]
- 1907年，蒙特婁商學院成立，為加拿大首个商学院。[8]
- 1909年，约翰霍普金斯大学商业与教育专业研究学院成立，成为美国第一个提供在职研究生教育的商学院。授予学位头衔为“工商管理理学硕士”（Master of Science in Business Administration）
- 1909年，斯德哥尔摩经济学院成立，為瑞典首个专注于商业和经济的学院。
- 1910年，哈佛商学院首次授予名为“工商管理碩士”的学位。
- 1911年，赫尔辛基经济学院成立，它是芬兰首个以芬兰语教学，专注于商业和经济的学院。
- 1921年，南京大学（当时名为国立东南大学，再后来改名國立中央大學和南京大学）於1917年把商科从南京迁移到了上海，并组建成为上海商科大学，该校成为了中国首个专业性较强的商学院，后来，该商学院更名为上海财经大学。後來南京大学商学院以及於1962年在台复校的國立中央大學管理学院[9]也重新成立。
- 1949年，南非的比勒陀利亚大学成为美国以外首个授予“MBA”的大学。[10]
- 1957年，欧洲工商管理学院成为欧洲首个引进“MBA”课程的学校。
- 1958年，巴西经济研究机构创立，它是拉丁美洲首个授予类似“MBA”学位资格的机构。
- 1964年，伦敦商学院创立，提供包括“MBA”在内的金融和管理学方向的研究生项目。
- 1964年，中華民國的國立政治大學成为首个开设“MBA”中文课程的大学。[11][12]
- 1964年，哈佛商学院在哥斯达黎加创立了INCAE商學院 (INCAE Business School)。[13]
- 1966年，国立发展管理学院成为泰国首个开设“MBA”课程的研究生院。
- 1973年，欧洲管理学院（法文名称“ESCP -EAP”是原“巴黎高等商学院”和“巴黎商业学院”的缩写）成为首个在三个不同国家（法国、德国和英国）分设校区的商学院。
- 1991年，斯洛文尼亚国际发展管理中心布莱德管理学院成为北欧首个开设“MBA”课程的商学院。
- 1992年，雷鸟商学院成为首个在三大洲（北美洲、欧洲、拉丁美洲）有分校区的商学院。

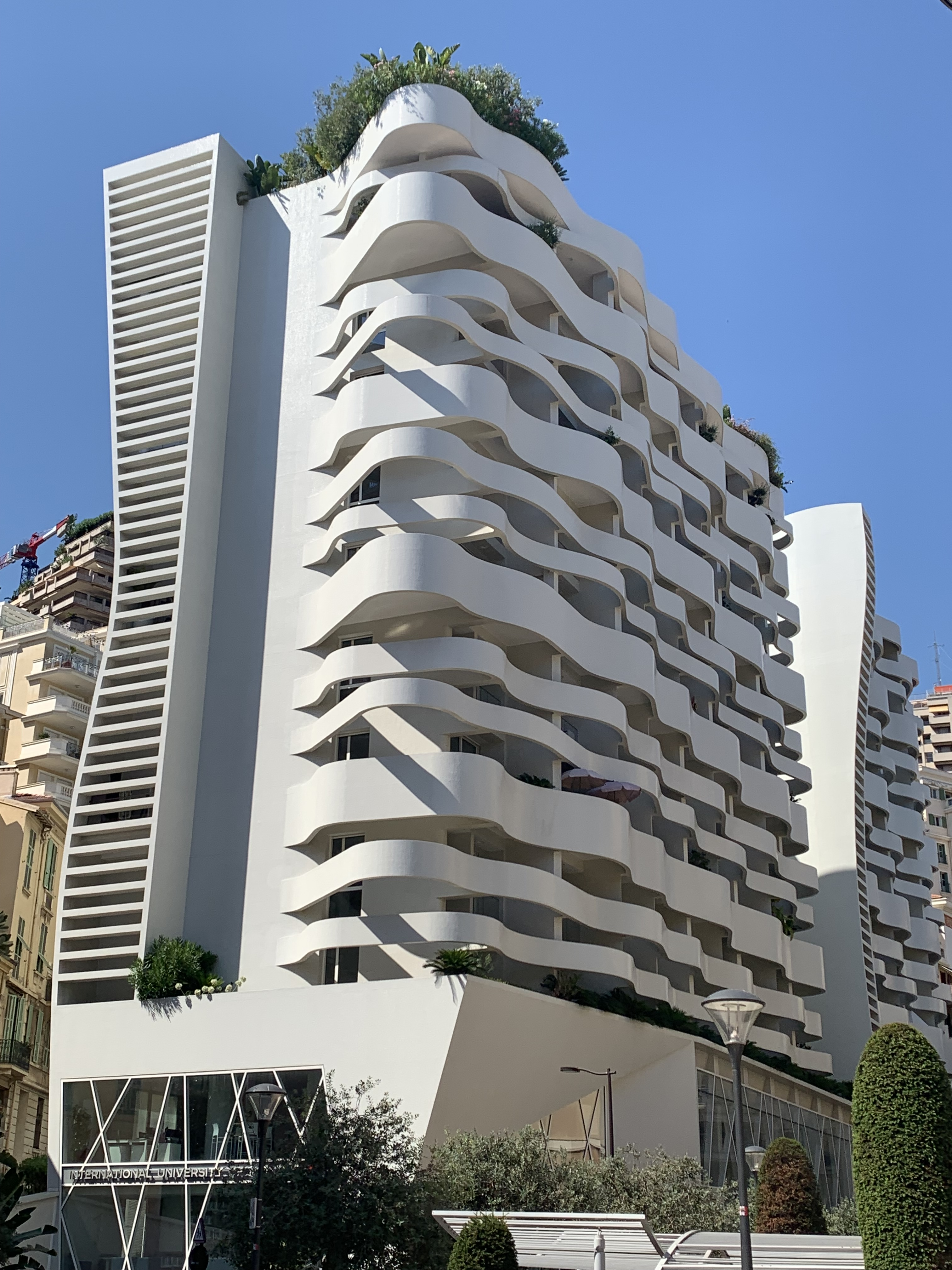
英賽克高等經濟與商業研究學院（也譯作《英赛克高等商學院》; 简 : 英赛克高等经济与商业研究学院)的校園在摩納哥市 (位於法國里維埃拉~蔚藍海岸州)

- 英賽克高等經濟與商業研究學院（也譯作《英赛克高等商學院》; 简 : 英赛克高等经济与商业研究学院)的校園在摩納哥市 (位於法國里維埃拉~蔚藍海岸州)2019年，英賽克高等經濟與商業研究學院（也譯作《英赛克高等商學院》; 简 : 英赛克高等经济与商业研究学院) 是法國第一箇《獨角獸》（資產總額為10億歐元 ）。[14][15]

## 商学院的教学方法

### 案例教学法

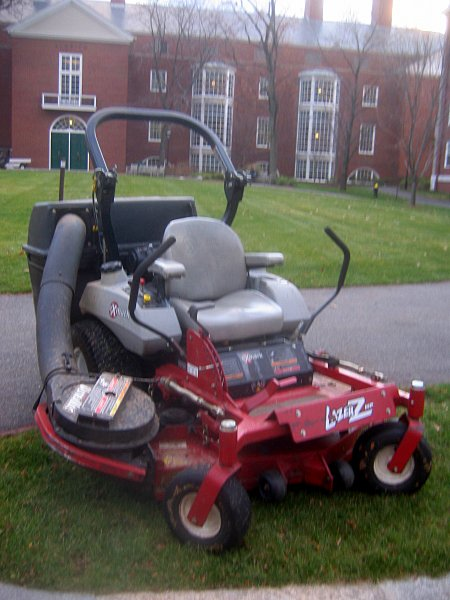
哈佛商学院的乘式割草机

為引導學生於模擬實境下構思與討論，大多数的商学院所採用的都是案例教学法。自此教學方法應用於商科大学生与研究生的教学上已逾百年历史，所用的工商业案例一般都是真实的。一般而言，案例提供的內容包括有：组织机构、公司产品、市场情况、竞争者、销售量、财务结构、管理、人员关系以及其他一些影响公司经营的因素。

### 其他教学方法
1. 相比案例教学法，有些学校也常用技巧法－这种方法更为注重使用定量方法，特别是在运筹学、管理信息、统计学、组织行为学、建模、情景模拟、决策学等。这种教学法提供一些分析工具，帮助学生能正确分析和解决问题。
2. 课外实践法：课外实践一般有学院方面的支持，例如学院项目合作、合作研究。[16]
3. 校外实践法：一般为个人行为，如实习、参加志愿活动、实地参观等。[16]
4. 另一种常用的方法是计算机模拟：计算机模拟游戏同样广泛应用于其他学科，例如商业学、经济学、管理学等。[17]
5. 也有部分商学院采用课堂讲座这种教学方法。这种方法一般应用在基础知识的教学，且以教师的讲义为中心。教师一般只需点出重点，很少与学生有互动环节，除非是有笔记或作业要求。

## 工商管理硕士（MBA）排行榜
每年，一些著名的财经报刊，例如《商业周刊》、《美国新闻与世界报道》、《财富》、《福布斯》、《金融时报》、《华尔街日报》等，皆發展出各自的評鑑標準排行工商管理硕士（MBA），目前儘管排名方法各有争论之處，惟排名高低对商学院的聲望产生了直接的影响。这个排行榜一方面对学生入学有一定的参考作用，另一方面也在一定程度上激励了商学院課程上不断改善与创新，以便更合乎社会和企业的人才需求。例如针对最近几年出现安隆醜聞案、奶製品污染事件、企业环境污染等问题，越来越多的商学院已经开始增设了公司治理、商业伦理、社会责任、商业环境关系等與道德相關的课程。

## 商学院学位名称
商学院学位是教育机构根据学生的专业知识，颁发给受教育程度和学术水平达到规定标准的学生的学术称号。对于学位的颁发，值得特别注意的是，在EMBA项目上，目前有一些的商学院会开展国际项目合作，开设双学位的办学模式。但一般情况下，商学院会依据自己的实际情况，在学员完成相应的专业教学考验后，颁发相应的学位证书。而在商学院中，一般都会有必修课和选修课之分，大部分的商学院主要设置的专业有，金融、会计、管理、人力资源管理、市场营销、物流及以認識各國文化為導向的管理學等課程，根据不同受教程度，学位水品和学位分类主要有以下几种：
- 副学士学位：
  - 文学副学士（Associate of Arts, AA）
  - 理学副学士（Associate of Science, AS）
  - 商学副学士（Associate in Business, AB）
  - 应用科学副学士（Associate of Applied Science, AAS）
- 学士学位：在欧美，学士学位可分为：优等学位（表示为：学位名称（Hons））和一般学位。
  - 工商管理学士（Bachelor of Business Administration，工商管理學學士）
  - 商務學士（Bachelor of Commerce，BComm（英语：BComm））
  - 商业行政理学士（Bachelor of Science in Business Administration，BSBA（英语：BSBA））
  - 会计学学士（Bachelor of Accounting，BA或BAcc）
  - 理工科学士（Bachelor of Science，理學學士）
- 硕士学位：
  - 工商管理硕士（Master of Business Administration，工商管理碩士）
  - 商業管理碩士（Master of Business in Management，MBM）
  - 國際企業碩士（Master of International Business，MIB、MIntBus）
  - 商學碩士／商業碩士（Master of Business，MBus）
  - 商學硕士／商務碩士（Master of Commerce，MComm）
  - 商學硕士（Master of Commercial Science，MSc）
  - 管理硕士（Master of Management，MM）
  - 会计学硕士（Master of Accountancy，MAcc, MAc, or MAcy）
  - 税法学硕士（Master of Science in Taxation，MST）
  - 金融硕士（Master of Science in Finance，MSF）
  - 医务管理学硕士（Master of Health Administration，MHA（英语：MHA））
  - 市场营销硕士（Master of Marketing Research，MMR）
- 博士学位：
  - 管理博士（Doctor of Philosophy，哲學博士）
  - 工商管理博士（Doctor of Business Administration，D.B.A）
  - 醫務管理學博士（Doctor of Health Administration，DHA）
  - 管理经营学博士（Doctor of Management，DM或D.Mgt）